# Ceratina liberica
Ceratina liberica är en biart som beskrevs av Cockerell 1937. Ceratina liberica ingår i släktet märgbin, och familjen långtungebin. Inga underarter finns listade i Catalogue of Life.